# Premio Attilio Micheluzzi

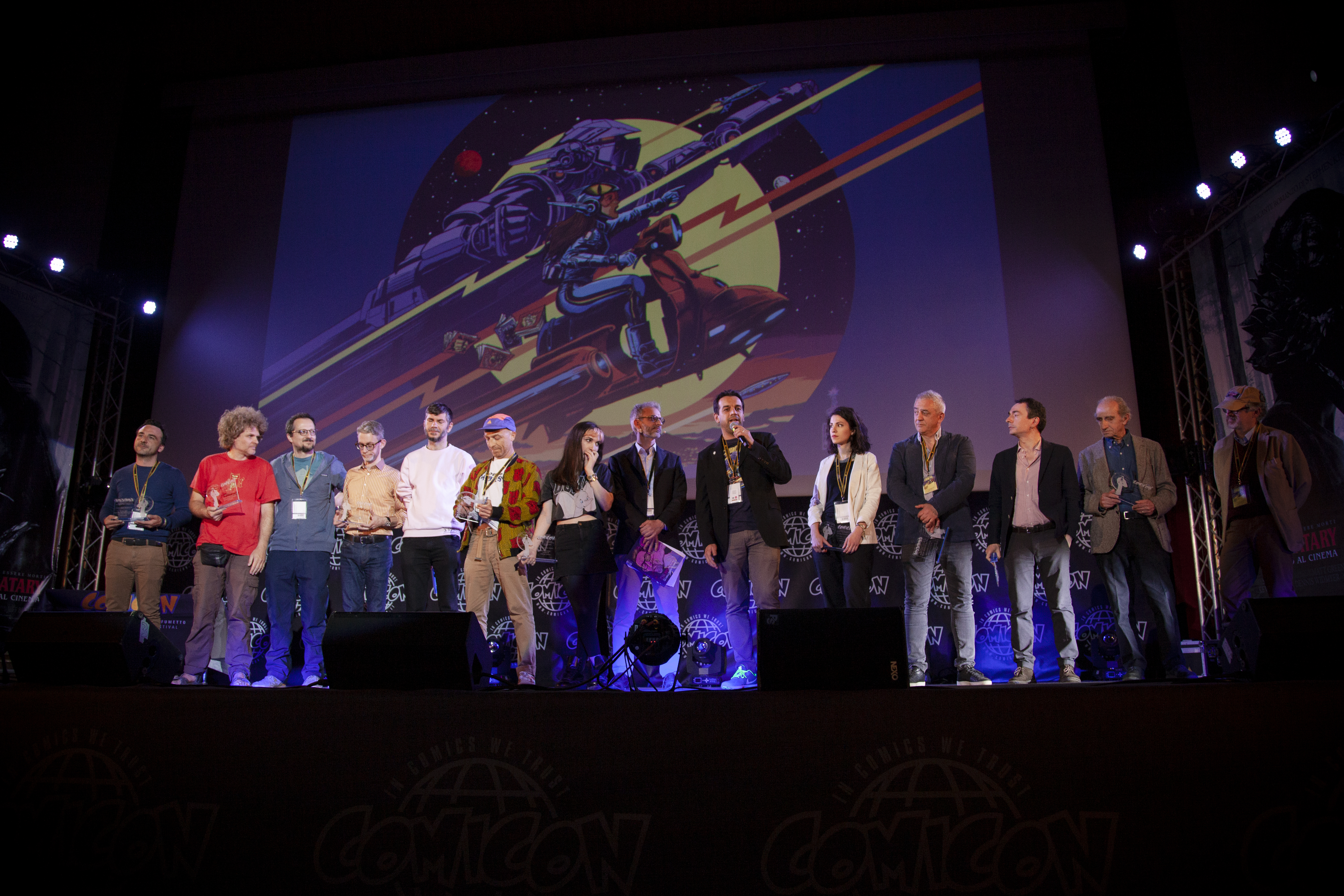
I vincitori dell'edizione 2019.

Il Premio Attilio Micheluzzi è un riconoscimento assegnato annualmente in occasione del COMICON di Napoli ad autori, disegnatori, sceneggiatori e pubblicazioni a fumetti relativi all'anno precedente. È intitolato al disegnatore Attilio Micheluzzi sin dalla prima edizione, nel 1998.

## Storia
Nella prima edizione del 1998 e nella seconda del 2000, il premio venne assegnato attraverso la votazione dei lettori della rivista di informazione fumettistica MegaZine, che scelsero da una lista di nominativi decisa dalla direzione della fiera; dalla terza edizione, nel 2001, alla settima, del 2005, il premio venne assegnato da una giuria di esperti che sceglievano sempre da una lista di nomination decise dalla direzione del Salone; dal 2006, con l'obiettivo di rendere il premio più indipendente dalla direzione culturale del salone, un comitato scelto dall'organizzazione del Salone e composto da minimo cinque membri, monitora le uscite durante l'anno ed è incaricato di indicare le nomination per ogni categoria; ne fanno parte a rotazione, librai, esperti, giornalisti e critici competenti rispettivamente alle categorie scelte. La Giuria è composta da personalità significative del mondo della produzione culturale come operatori di cinema, letteratura, musica, televisione, etc…, scelte sulla base di conoscenza e provato interesse rispetto al fumetto, è chiamata a eleggere i vincitori di ogni categoria. I giurati, ai quali è richiesto di leggere tutte le opere ricevute, sono invitati al Comicon, dove si incontrano in seduta privata per deliberare sulle opere e sugli autori indicati in nomination. La riunione della giuria si svolge in genere il giorno precedente alla cerimonia di premiazione o la mattina stessa. Se dalla discussione non emerge un vincitore univoco, spetta al presidente decidere, non essendo previsti ex aequo. La giuria può fornire motivazioni alle sue scelte e può assegnare eventualmente una menzione speciale a un titolo o un autore non vincitore.
Dal 2011 al 2016 le librerie Feltrinelli sono state partner del premio, garantendo visibilità ai libri vincitori nei mesi successivi all'assegnazione del riconoscimento, dall'edizione 2017 Comicon ha stretto una nuova partnership con le librerie Mondadori.

## Caratteristiche
Il premio consiste in una targa che misura 25 cm di larghezza, 12 cm di altezza e 1 cm di spessore. Sulla sinistra è raffigurato il personaggio di Petra Chérie, un'illustrazione tratta dalla copertina del primo volume omonimo del 1983 edito da Visualprint, sulla destra vi sono incisi la categoria per cui il premio è assegnato, l'anno, il nome dell'autore o il titolo della pubblicazione vincitore.

## Categorie
Nel 2008 il Festival decide di strutturare nuovamente i criteri di assegnazione e le categorie del Premio: 
- Miglior fumetto;
- Miglior disegnatore;
- Miglior sceneggiatore;
- Miglior serie dal disegno realistico;
- Miglior serie dal disegno non realistico;
- Miglior fumetto per ragazzi (categoria aggiunta nell'edizione 2018 e vinta da: La zona rossa - Silvia Vecchini, Sualzo - Editrice Il Castoro);
- Miglior fumetto estero;
- Miglior serie a fumetti estera;
- Miglior storia breve (categoria cancellata nel 2019);
- Miglior edizione di un classico;
- Miglior webcomic (categoria cancellata nel 2019).

Dall'edizione 2019 di Comicon i Premi assegnati durante in festival hanno assunto una nuova struttura che si divide in 3 macro-categorie: Premi Micheluzzi, con l’obiettivo di ricompensare opere italiane, i Premi Comicon, dedicati alle opere internazionali ed i Premi Pro, con lo scopo di valorizzare la dimensione industriale del fumetto italiano e l’operato dei professionisti che ne animano il lavoro. A completare il Palmarès ci sono il Premio Speciale Comicon alla Carriera e il Premio Speciale Comicon Nuove Strade.
Premi Micheluzzi (destinati a premiare opere a fumetti di produzione italiana pubblicate durante l'anno solare precedente il Festival):
- Premio Micheluzzi per il miglior fumetto;
- Premio Micheluzzi per la migliore sceneggiatura;
- Premio Micheluzzi per il migliore disegno;
- Premio Micheluzzi per la migliore serie;
- Premio Micheluzzi per la migliore opera prima.

Premi Comicon (destinati a premiare opere a fumetti di produzione straniera e/o internazionale pubblicate durante l'anno solare precedente il Festival, in lingua italiana e distribuite nelle edicole e/o librerie italiane):
- Premio Comicon per il miglior graphic novel straniero;
- Premio Comicon per la migliore serie straniera;
- Premio Comicon per la migliore ri-edizione di un classico;
- Premio Comicon Giovani Letture.

Premi Comicon Pro (destinati a premiare l’operato dei professionisti che animano il lavoro del settore Fumetto in Italia):
- Premio Comicon Pro Miglior Design Editoriale - Nel 2019 vinto da Team Graphic Design Marvel, per la collana I Grandi Tesori Marvel (Panini Comics);
- Premio Comicon Pro Migliore Traduzione - Nel 2019 vinto da Francesca Scala, per Tempo da Cani di Manu Larcenet (Coconino Press);
- Premio Comicon Pro Miglior Progetto di Marketing e/o Comunicazione - Nel 2019 vinto da Adolfo Frediani, per Feltrinelli Comics Show (Feltrinelli Comics).

## Criteri di selezione e assegnazione
La selezione delle opere che concorrono ai premi competitivi di Napoli Comicon - Premi Micheluzzi, Premi Comicon - è frutto del lavoro di lettura, ricerca e proposta da parte di un Comitato di Selezione, composto da uno staff di esperti e dalla direzione del festival, che indica - con procedure di voto a maggioranza - 5 nominations per ciascuna categoria. I Premi sono attribuiti da una Giuria, composta da 5 personalità del mondo del fumetto e della cultura italiana, che assegna i differenti riconoscimenti senza possibilità di ex aequo, fatta eccezione per il premio Comicon Giovani Letture.
Sono considerate eleggibili ai Premi Micheluzzi ed ai Premi COMICON tutte le opere a fumetti prodotte in Italia e distribuite sul territorio nazionale, nel contesto dei canali dell'editoria professionale, tra il 1 gennaio e il 31 dicembre dell'anno precedente l'edizione del Festival Comicon in corso. Nel caso del Premio Speciale Comicon Nuove Strade, sono invece considerate eleggibili unicamente le opere diffuse al di fuori dei circuiti dell'editoria professionale (small press, autoproduzioni, web), ma sempre prodotte, stampate e/o diffuse nello stesso lasso di tempo indicato per i precedenti.
- Premio Micheluzzi per il miglior fumetto; è assegnato, come tutti i premi seguenti, ad un'opera senza distinzioni di tecnica, lunghezza, formato, canale distributivo.
- Premio Micheluzzi per la migliore sceneggiatura.
- Premio Micheluzzi per il migliore disegno.
- Premio Micheluzzi per la migliore serie; è assegnato ad una produzione proposta in forma seriale, limitatamente agli episodi o archi narrativi pubblicati nell'anno di eleggibilità.
- Premio Micheluzzi per la migliore opera prima; è assegnato ad opere che rappresentano per gli/le autori/autrici una prima pubblicazione da loro interamente firmata, nell'ambito dell'editoria professionale.
- Premio Comicon per il miglior graphic novel straniero.
- Premio Comicon per la migliore serie straniera.
- Premio Comicon per la migliore edizione di un classico; è assegnato ad opere di particolare valore storico, di origine sia italiana che straniera, rese oggetto di restauro, di ricerca, di edizione critica o di particolare valorizzazione editoriale
- Premio Comicon Giovani Letture; è assegnato ad opere, di origine sia italiana che straniera, pensate per un pubblico da 0 a 12 anni.
- Premio Speciale Comicon alla Carriera; è assegnato dal festival ad un autore/autrice per il contributo offerto dall'insieme della sua opera allo sviluppo della Nona arte in Italia. Il Premio alla Carriera è proposto dal Direttore artistico al Presidente e al Consiglio di Amministrazione, sentito il parere dell'autore insignito del titolo di "Magister" dell'edizione. Il vincitore sarà oggetto di una rassegna e/o esposizione nelle giornate della manifestazione.
- Premio Speciale COMICON Nuove Strade; è assegnato dal festival, in collaborazione con il Centro Fumetto "Andrea Pazienza" di Cremona, ad un autore/autrice che si è distinto/a per un'opera pubblicata nel 2018, in Italia, fuori dai circuiti dell'editoria professionale (small press, autoproduzioni). Il vincitore sarà oggetto di una esposizione nelle giornate della manifestazione.
- Premio Speciale del Pubblico Mondadori; è assegnato on line dal pubblico dei canali social Mondadori e Comicon.

## Comitato di selezione e giuria
I candidati ai Premi Micheluzzi e ai Premi Comicon sono selezionati - nel numero di 5 nomination per ciascuna categoria - da un Comitato di Selezione composto dal Direttore artistico e da uno staff di esperti, giornalisti e operatori editoriali. Una Giuria composta da 5 personalità del mondo del fumetto e della cultura italiana assegna i Premi durante il Festival.
|      | Giuria | Comitato di Selezione                                                                                         |
| ---- | --- | --- |
| 1998 | I premi sono stati assegnati utilizzando i voti dei lettori della rivista "MegaZine" e dei clienti della fumetteria Infinity Shop | |
| 2000 | Selezione vincitori fatta da Comicon e vari esperti di settore, applicazioni diverse per ogni categoria                           | |
| 2001 | una selezione di addetti ai lavori, scelti tra rappresentanti di scuole, siti, librerie, stampa e critici                         | |
| 2002 | una selezione di addetti ai lavori, scelti tra rappresentanti di scuole, siti, librerie, stampa e critici                         | |
| 2003 | una selezione di addetti ai lavori, scelti tra rappresentanti di scuole, siti, librerie, stampa e critici                         | |
| 2004 | 25 addetti ai lavori, scelti tra rappresentanti di scuole, siti, librerie, stampa e critici                                       | |
| 2005 | 25 addetti ai lavori, scelti tra rappresentanti di scuole, siti, librerie, stampa e critici                                       | |
| 2006 | Alfredo Castelli, Paul Karasik, Giusto Toni, Meg e Sergio Brancato                                                                | |
| 2007 | Luca Enoch, Davide Toffolo, Fausto Brizzi, Daniele Sepe e Fabrizio Margarìa                                                       | Davide Barzi, Francesco Boille, Luca Boschi, Fabio Licari, Mario Rumor, Matteo Stefanelli, Luciano Tamagnini. |
| 2008 | Ivo Milazzo, Ernesto Tatafiore, Giulio Giorello, Speaker Cenzou e Riccardo Marassi                                                | |
| 2009 | Tanino Liberatore, Giorgio Franzaroli, Vincenzo Cerami, Massimo Iovine e Edoardo Sant’Elia                                        | |
| 2010 | Mario Gomboli, Igor Prassel, Manetti Bros., Vasco Brondi e Sandrone Dazieri                                                       | |
| 2011 | Carlo Peroni, Luca Raffaelli, Maurizio Nichetti, Nicola Conte e Maurizio de Giovanni                                              | |
| 2012 | Giancarlo Alessandrini, Luca Valtorta, Stefano Sollima, Lucariello e Micol Beltramini                                             | |
| 2013 | Mino Milani, Gabriele Frasca, Lello Arena, Alioscia Bisceglia e Stefano Disegni                                                   | |
| 2014 | Silver, Stefano Gorla, Stefano Incerti, Boosta e Sergio Stivaletti                                                                | Loris Cantarelli, Laura Pasotti, Raffaele De Fazio, Susanna Scrivo e Stefano Perullo                          |
| 2015 | Milo Manara, Matteo Stefanelli, Giancarlo Soldi, David Riondino e Iacopo Barison                                                  | Loris Cantarelli, Laura Pasotti, Andrea Antonazzo, Susanna Scrivo e Stefano Perullo                           |
| 2016 | Mauro Marcheselli, Silvano Mezzavilla, Gabriele Mainetti, Francesca Fornario e Valeria Parrella                                   | Loris Cantarelli, Laura Pasotti, Andrea Antonazzo, Susanna Scrivo, Stefano Perullo e Raffaele De Fazio        |
| 2017 | Roberto Recchioni, Ferruccio Giromini, Alessandro Borghi, Marianne Mirage e Licia Troisi                                          | |
| 2018 | Lorenzo Mattotti, Laura Scarpa, Matilda De Angelis, Giulia Blasi e Anna Trieste                                                   | |
| 2019 | Cinzia Ghigliano, Colapesce, Fabio Genovesi, Alessandro Beretta e Valentina Lodovini                                              | Andrea Antonazzo, Loris Cantarelli, Matteo Contin, Federica Lippi, Stefano Perullo, Alino e Matteo Stefanelli |
| 2022 | Giuseppe Palumbo, Paola Bristot, Valerio Lundini, Melancholia, Dario Sansone                                                      | |
| 2023 | Barbara Canepa, Caparezza, Elettra Stamboulis, Paolo "Pau" Bruni, Valerio Mastandrea                                              | |
| 2024 | Baru, Matteo Bussola, Grazia Gotti, Simone Laudiero, Lorenzo Zurzolo                                                              | |
| 2025 | Teresa Radice, Francesca Michielin, Alessandra Roncato, Gianluca Fru, Ghemon                                                      | |